# Liste der Monuments historiques in La Châtaigneraie
Die Liste der Monuments historiques in La Châtaigneraie führt die Monuments historiques in der französischen Gemeinde La Châtaigneraie auf.

## Liste der Bauwerke
| Bezeichnung                   | Beschreibung                                      | Standort                             | Kennzeichnung | Schutzstatus | Datum | Bild |
| ----------------------------- | ------------------------------------------------- | ------------------------------------ | ------------- | ------------ | ----- | ---- |
| Haus des Malers Félix Lionnet | Erbaut in der zweiten Hälfte des 19. Jahrhunderts | 23, rue du Maréchal-de-Lattre (Lage) | PA85000032    | Inscrit      | 2007  |      |